# Certificación

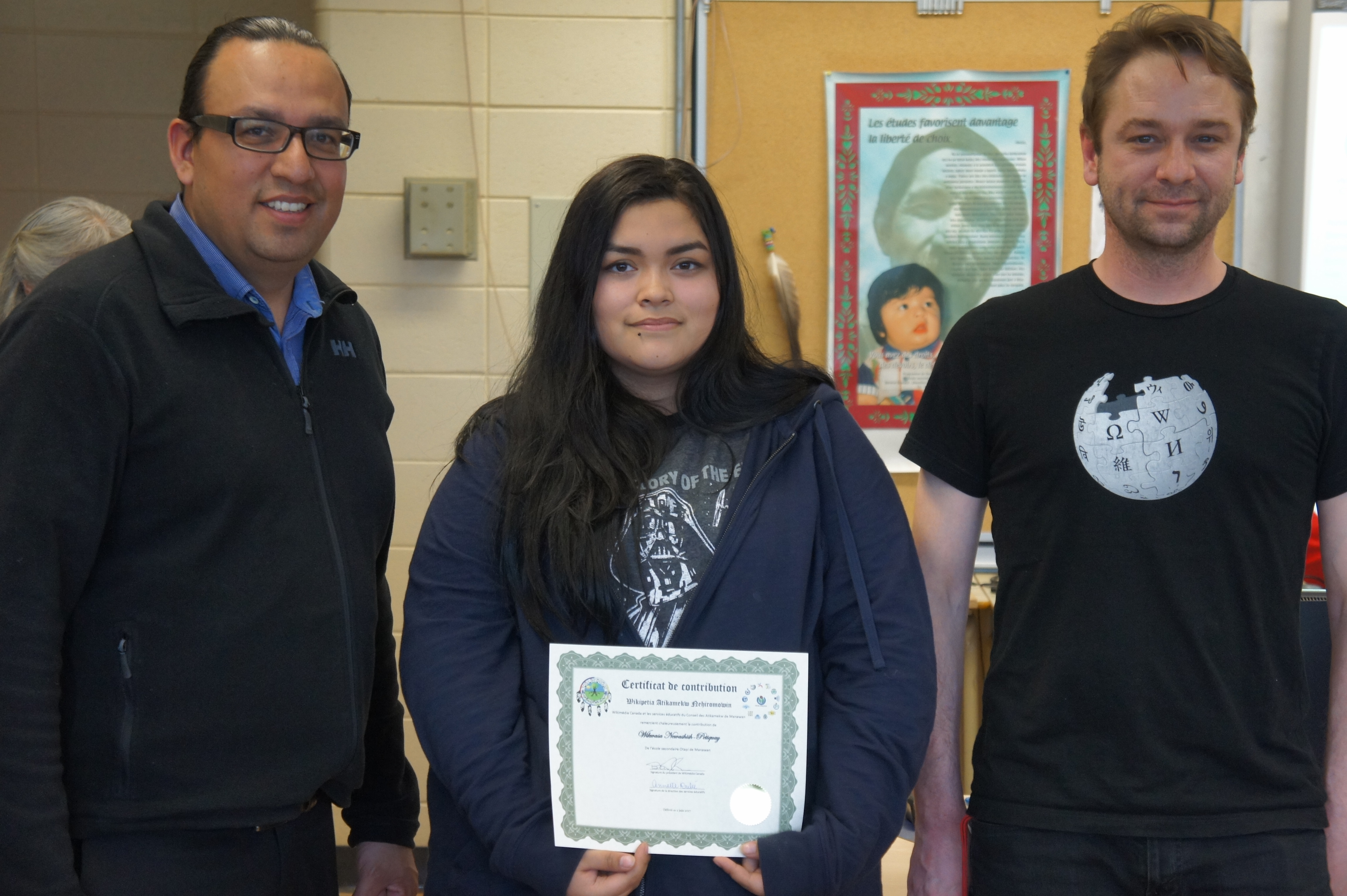
Presentación de un certificado de participación en el proyecto Wikipetcia Atikamekw Nehiromowin (Atikamekw Wikipedia) a Wikwasa Newashish Petiquay (Usuario:WiwaNewashishPetiquay), Otapi School, Manawan, Nitaskinan

La certificación es un procedimiento destinado a que un organismo independiente y autorizado, valide o dictamine la calidad del sistema aplicado por una organización, partiendo y verificando si la misma cumple o no lo dispuesto por un determinado referencial o modelo de calidad, reconocido y oficial. Es un proceso de evaluación de conformidad, que permite dar como resultado un informe escrito en relación con un producto, una persona, o una organización, asegurando que el mismo responde a ciertos requisitos, características, y/o exigencias.
Se distinguen tres grandes categorías o clases de certificación:
- Certificación por primera parte, cuando es la propia institución o la propia persona, la que realiza una auto-declaración sobre los requisitos o exigencias que se requieren y que se cumplen.
- Certificación por segunda parte, en cuyo caso, es el cliente quien establece la conformidad respecto de su proveedor.
- Certificación por tercera parte o Certificación por tercero de confianza (en inglés: Trusted third party ; en francés: Tiers de confiance), en cuyo caso, la conformidad es verificada y establecida por un organismo certificador independiente.

## Historia
En otro tiempo en Francia, el certificador era por ejemplo:

Cita: … en général, celui qui affirme qu'une caution présentée est solvable, sans néanmoins se charger d'autre obligation que celle de répondre de la solvabilité de la caution.
Traducción de la cita: … en general, el que establece y afirma que una determinada caución es solvente, sin asumir otra obligación de responder exclusivamente por la solvencia y fiabilidad del garante.

Por su parte, respecto de los adjudicatarios de la « Tuilerie du Bois du Roi », en Pargny-sur-Saulx, en el diccionario del año 1769 de M. Chailland (exprocurador del Rey), se afirma:

Cita: … Les Adjudicataires des Bois du Roi doivent donner caution & certificateur; voyez Caution
Traducción de la cita: … Los Adjudicatarios de Bois du Roi deben dar caución y certificación; consultar Caución

En cuanto a los sistemas de certificación participativos, surgen en los años 1970, para hacer frente a la falta de certificación oficial en áreas como por ejemplo la agricultura ecológica.

## Tipología
- Certificación contable, proceso de verificación de cuentas de una sociedad o una organización.
- Certificación electrónica, también conocida como certificación digital, proceso de atribución de certificado electrónico a través de o con apoyo de un tercero de confianza.
- Certificación ambiental, proceso que se orienta a establecer y verificar la calidad del medio ambiente o su deterioro, como consecuencia de ciertas actividades humanas.
- Certificación profesional, proceso de atribución de un diploma, un título, o un certificado, estableciendo una competencia profesional.
- Certificación de ventas discográficas, recompensa, atestación, y reconocimiento a los artistas cuyas producciones discográficas han alcanzado altas cifras de ventas.
- Diamond Award, reconocimiento entregado por la 'Recording Industry Association of America' (RIAA), a aquellos artistas que por un álbum y/o un disco sencillo, hayan logrado más de 10 millones de copias vendidas
- Disco de Diamante, premio discográfico otorgado a un artista, por un sencillo, un video musical, un álbum de estudio, o un sencillo de álbum de estudio, por las altas ventas obtenidas durante su carrera discográfica.
- Certificación forestal, lo que permite informar al consumidor si la madera o la leña que compra, ha salido o no de bosques gestionados de forma sostenible.[6]
- Certificación hospitalaria, la certificación hospitalaria es el proceso por medio del cual, una autoridad nacional o internacional acredita que un establecimiento de salud cuenta con suficientes elementos para garantizar que la atención médica brindada, sea segura y de calidad. De igual manera, certifica que realiza sus actividades en un entorno favorable y cumpliendo las normas sanitarias vigentes.

## Certificación participativa o Sistemas participativos de garantía
En los sistemas de certificación participativa, la certificación es elaborada por una red de actores, por ejemplo, grupos de productores y de consumidores. Estos sistemas están basados en la confianza y en las redes de intercambio de conocimientos y de experiencias. En estos casos, se habla de Sistemas participativos de garantía.
Las ventajas de la certificación participativa, abarca los intercambios de conocimientos y de experiencias entre los propios actores, lo que da la posibilidad de incluir cuestiones macro, como por ejemplo, criterios de calidad medioambiental, económico-financiera, y social, así como la posibilidad para pequeños empresarios de acceder, en tanto grupo, a la certificación por tercero independiente (en francés: Certification tierce partie).
La certificación participativa es defendida y apoyada, en el dominio de la agricultura biológica, por la organización no gubernamental IFOAM (International Federation of Organic Agriculture Movements), así como en el sector de la economía equitativa, por el grupo Minga. En Francia, la certificación participativa se ha implementado por ejemplo en el sector de la construcción, por parte de la asociación 'Envirobat BDM' (Provenza-Alpes-Costa Azul) y la asociación 'Ecobatp LR' (Centres de ressources rénovation, construction et aménagement durables en Occitanie, Occitania), que llevan adelante y usan la etiqueta 'Edificios sostenibles mediterráneos' (en francés: Bâtiments Durables Méditerranéens).